# Belonging (Branford-Marsalis-Album)
Belonging ist ein Jazzalbum des Branford Marsalis Quartet. Die zwischen dem 25. und 29. März 2024 im Ellis Marsalis Center for Music in New Orleans entstandenen Aufnahmen erschienen 2025 auf Blue Note Records. Belonging wird beschrieben als „eine vollständige Interpretation von Keith Jarretts gleichnamigem Album von 1974, mit dem er sein European Quartet vorstellte.“

## Hintergrund
Die Idee, das gesamte Album eines anderen Künstlers zu covern, finde sich hauptsächlich in der Rock- und Popwelt, notierte Phil Freeman. Hierzu zählt die Version von Exile on Main St von den Rolling Stones durch die 1980er-Jahre-Noise-Rock-Band Pussy Gallore. Angélique Kidjo verwandelte Remain in Light von den Talking Heads komplett; Booker T. & the M.G.’s coverten Abbey Road von den Beatles, betitelten es aber in McLemore Avenue um (eine Straße in ihrer Heimatstadt Memphis); und Laibach coverte Let It Be von den Beatles. Auch im Jazz würden komplette Albumcover vorkommen, so Freeman. Zu nennen sind etwa Nels Clines Version von John Coltranes Interstellar Space, ferner Blue-Note-Alben, auf denen Jazzkünstler komplette Rock- und Soul-Klassiker coverten.
Branford Marsalis nahm 2003 bereits eine eigene Version von Coltranes Album A Love Supreme auf. Auf dem Album The Secret Between the Shadow and the Soul (2019) mit seinem langjährigen Quartett mit Pianist Joey Calderazzo, Bassist Eric Revis und Schlagzeuger Justin Faulkner interpretierte er bereits ein Stück aus Belonging, nämlich „The Windup“. Eric Revis schlug vor, doch das komplette Album zu covern; dem Vernehmen nach kam die Pandemie dazwischen.
Keith Jarretts Belonging (1974) entstand mit drei norwegischen Musikern, dem Saxophonisten Jan Garbarek, dem Bassisten Palle Danielsson und dem Schlagzeuger Jon Christensen. Der Kritiker Stephen Davis meinte dazu 1975 in der New York Times: „Die Musik brennt mit einem Feuer, das auf den meisten Platten des Pianisten mit seiner amerikanischen Band fehlt.“ 2023 nahm Marsalis mit seiner Band für das Debüt beim Label Blue Note eine komplette Coverversion von Belonging auf.

## Titelliste
- Branford Marsalis Quartet: Belonging (Blue Note)[4]

1. Spiral Dance 8:21
2. Blossom 11:02
3. Long as You Know You’re Living Yours 8:56
4. Belonging 7:35
5. The Windup 12:41
6. Solstice 14:19

Die Kompositionen stammen von Keith Jarrett.

## Rezeption

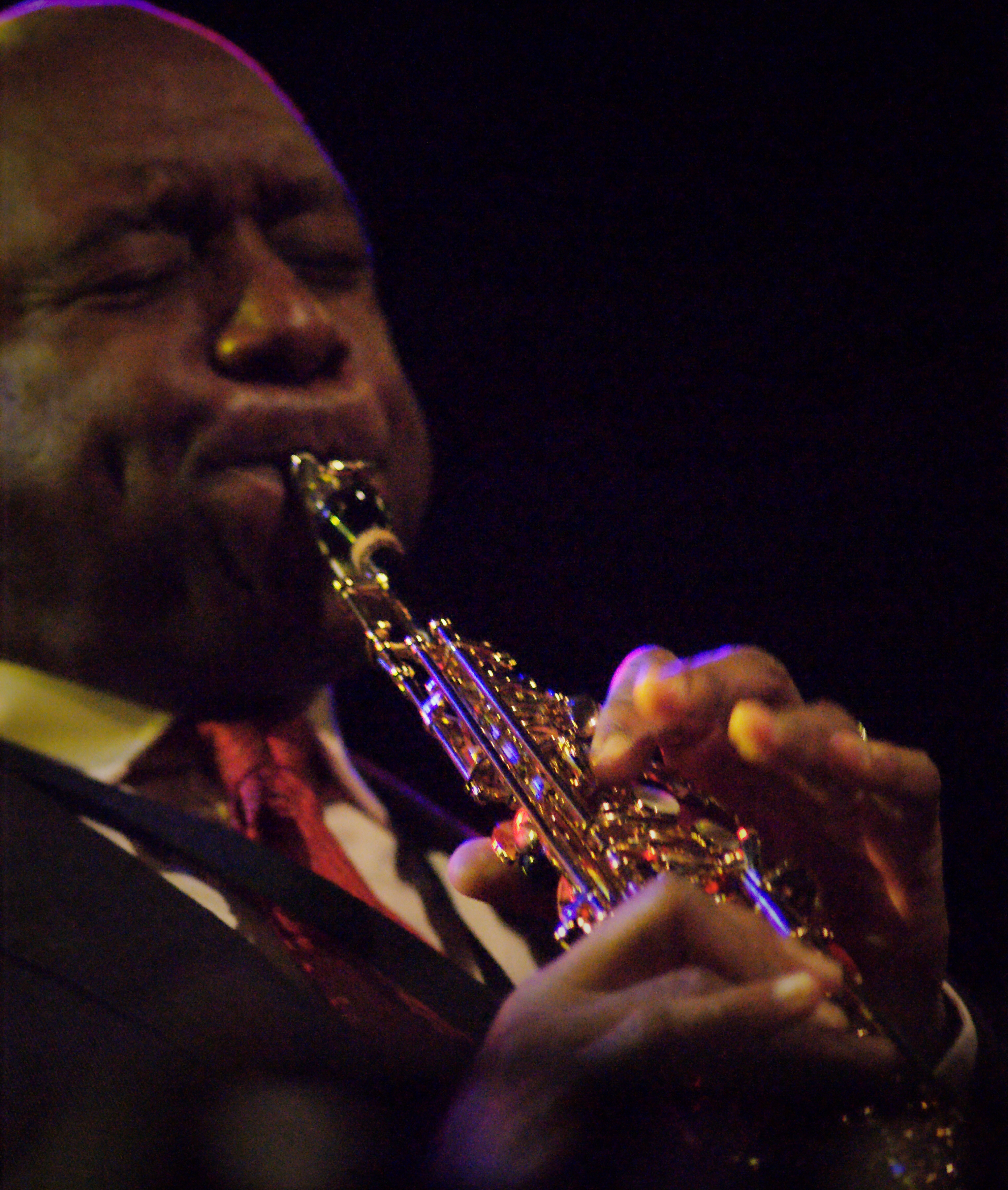
Branford Marsalis (2011)

„Die beiden Bands sind, gelinde gesagt, sehr unterschiedlich“, urteilte Phil Freeman / (Stereogum/Ugly Beauty). Aber Joey Calderazzo dabei zuzuhören, wie er sich kopfüber in Jarretts Blues- und Gospelmelodien stürze, mache großen Spaß, und Revis und Faulkner dabei zuzuhören, wie sie die etwas vornehmeren Grooves von Danielsson und Christensen mit der Wucht eines Luftangriffs spielen, sei noch unterhaltsamer. Die Gruppe um Marsalis würde sich die Stücke zu eigen machen, mal indem sie diese maßlos in die Länge ziehe („Belonging“, einst 2:15, jetzt 7:35), mal indem sie sie auseinanderreiße. „Long As You Know You’re Living Yours“, der Song, den Steely Dan für „Gaucho“ entlehnte, habe auf der Jarrett-Aufnahme praktisch einen festen Groove gehabt; diese Band jedoch verwandle ihn in einen lockeren New-Orleans-Shuffle, wobei Marsalis die Melodie in Fragmente zerlege. Das eröffnende „Spiral Dance“ habe eine wirklich eingängige Melodie, die Marsalis mit spürbarer Freude spielt, während die Band hinter ihm her hüpfe. Es sei ein großartiger Einstieg in eine faszinierende und höchst unterhaltsame Meditation über einen Jazzklassiker.
Die Kompositionen auf „Belonging“ seien von Jarrett mit Blick auf Garbarek geschrieben worden und hätten bewusst die enge Verbindung zum zeitgenössischen Hard Bop gebrochen, schrieb Stuart Nicholson in Jazzwise. Das Branford Marsalis Quartet sei nun das erste große amerikanische Ensemble, das das Potenzial des bahnbrechenden Albums des europäischen Jarrett-Quartetts von vor einem halben Jahrhundert erkundet habe. Indem es ihm seine eigene kollektive Identität verleihe, werde es möglicherweise zum prägendsten Album des Marsalis Quartetts. „Spiral Dance“ deute auf ihre intensive Auseinandersetzung mit der Komposition hin (die Jarrett ursprünglich so konzipiert hatte, dass Garbareks Solo organisch aus der Melodielinie hervorgehen konnte – eine Absicht, die im Großen und Ganzen für alle seine Kompositionen galt). Es habe sich nicht einfach um „Themen“ als Vehikel für Improvisationen gehandelt, die sich nach Belieben des Improvisators in jede beliebige Richtung entwickeln konnten, sondern vielmehr um die Herausforderung, innerhalb der Komposition eine Stimme zu finden, die dem thematischen Inhalt gerecht wurde. Dies sei dem Marsalis Quartet im Großen und Ganzen gelungen. Der vielleicht berühmteste Titel von „Belonging“ sei „Long as You Know You’re Living Yours“ gewesen, langjährige Titelmelodie im Fernsehen von CBS und Gegenstand eines Rechtsstreits (wegen des Songs „Gaucho“) zwischen Jarrett und Donald Fagen von Steely Dan. Er erweise sich hier zusammen mit „The Windup“ als Höhepunkt für das Quartett von Marsalis erweise.
Michael Rüsenberg weist darauf hin, dass Belonging vor allem ein Album sei, das in seltener Dichte den Komponisten Keith Jarrett zeigt. Erfreulicherweise gelängen dem Marsalis-Quartett dessen expressivere Momente. Das liege auch daran, dass es zweimal die Tür zum Free Jazz aufstoße (in „The Windup“ und „Solstice“). Marsalis nutzt den Referenzrahmen der letzten 50 Jahre für seine Neuinterpretation. Ein Paradebeispiel dafür ist der mächtig groovende Gospel-Funk von „‘Long As You Know You’re Living Yours“. Auf die Frage von Justin Faulkner, wie er den drum-part anlegen solle, habe er, Branford Marsalis, mit „lediglich zwei Worten“ geantwortet: James Gadson, also sich an dem Funk-Drummer zu orientieren, der auf Donald Fagens The Nightfly (1982) spielte. Auffällig sei auch, dass sich das Quartett von Marsalis mehr Zeit nehme als Jarrett mit seiner europäischen Band vor 50 Jahren. Lediglich „Solstice“ und „Blossom“ seien etwa gleich lang wie die Originalstücke. Das Titelstück „Belonging“ sei hingegen dreimal länger – und keine Sekunde zu lang.
In „Blossom“, der anderen Ballade, schwelge Marsalis Mahler-artig wie auf seinem Album Eternal (2003). Sein Ton sei dunkler, „erdiger“, das Garbarek´sche „Näseln“ sei ihm fremd.
Nirgends aber bürste er vollkommen gegen den Strich, sondern halte sich an die Form der Kompositionen. „Selbst da, wo er ausbricht, kann man dies als logische Ergänzungen hören.“
Das Album gelangte auf Position 7 der Halbjahresliste (1/2025) des Francis Davis Jazz Critics Poll.